# Тигър (река)
Вижте пояснителната страница за други значения на Тигър.
Тигър (на турски: Dicle, Диджле; на арабски: دجلة, Диджла; на кюрдски: Dîcle) е река в Турция и Ирак и частично по границата на двете страни със Сирия, лява съставяща на Шат ал-Араб. Дължина 1850 km, площ на водосборния басейн 375 000 km².

## Етимология
Древногръцките имена на реката на старогръцки: Τίγρης; на старогръцки: Τίγρις (Тигрес, Тигрис) са заимствани от древноперсийското tigrā. То на свой ред, е заимствано от еламското ti-ig-ra, то от шумерското idigna. Оригиналното шумерско название Idigna или Idigina, вероятно е произлязло от *id (i)gina, „бягаща вода“, и изглежда се е интерпретирало като „бърза река“, в противоположност на съседния Ефрат, който, благодарение на голямото количество пренасяна тиня, имал бавно течение. Шумерската форма е заимствана в акадски като Idiqlat, и оттам преминава в другите семитски езици (сирийски Deqlaṯ, арабски Dijla).

## Географска характеристика

### Извор, течение, устие
Река Тигър води началото си от източния ъгъл на езерото Хазар, разположено на 1240 m н.в., в южната част на вилаета Елязъг, в Централна Турция. След изтичането си от езерото реката преодолява хребета Ергани (централната част на Арменски Тавър) и навлиза в Диарбекирската котловина. Пресича котловината от северозапад на югоизток, като преминава през град Диарбекир, заобикаля от изток планината Мардин и при турския град Джизре навлиза в северната, по-висока част на Месопотамската низина – равнината Джазира. След град Мосул навлиза в същинската Месопотамската низина като по цялото си протежение тече в посока юг-югоизток, преминава през столицата Багдад и при град Ал Курна се съединява с идващата отдясно река Ефрат и двете заедно образуват река Шат ал-Араб, която се влива в Персийския залив на Арабско море.

### Притоци, хидроложки показатели
Основните притоци на Тигър са предимно леви: Батман, Гарзан, Ботан, Хабур, Голям Заб, Малък Заб, Ал Узайм, Дияла, Керхе (последната достига до Тигър само по време на пълноводие); десни – Фуртакшо, Савур. Подхранването на реката е предимно снежно-дъждовно с ясно изразено пролетно пълноводие, с максимум през април. При съвпадането на пълноводието на Тигър и неговите притоци в Месопотамската низина възникват катастрофални наводнения. За защита от тях на значително протежение коритото на реката е обградено с водозащитни диги и част от водите ѝ се насочват по изкуствено прокопан канал в падината на езерото Тартар (на северозапад от Багдад, в междуречието Тигър – Ефрат). При запълването на падината с придошлите води се създава опасност от наводнение на Багдад, поради което през 1976 г. е изграден допълнителен канал от езерото Тартар до река Ефрат с дължина 37 km и пропускателна способност 1100 m³/s, по който се отвеждат излишните води в Ефрат. Най-голям дебит реката има в средното си течение, със среден годишен отток при Багдад 1240 m³/s, максимален около 13 000 m³/s. В долното течение оттокът на реката намалява, тъй като голяма част от водите се отклоняват за напояване и се губят в околните блата и езера (Ес Сувайкия, Ес Саадия и др.). На няколко места (Зумар, Самара, Ал Кут, всичките в Ирак) оттокът на Тигър е урегулиран чрез преградни стени.

### Стопанско значение, градове
Река Тигър е плавателна за речни съдове с газене до 1,2 m до Багдад, а по време на пълноводие – до Мосул. На реката са разположени градовете Диарбекир в Турция, Мосул, Багдад, Ал Кут и Амара в Ирак. Междуречието на реките Тигър и Ефрат се явява един от древните центрове на цивилизации на земното кълбо.